# Alarik Wachtmeister (1865–1925)
Carl Alarik Hansson Wachtmeister af Johannishus, född 28 mars 1865 i Förkärla församling, Blekinge län, död 26 november 1925 i Skeppsholms församling, Stockholm, var en svensk greve och sjöofficer (viceamiral).

## Biografi
Alarik Wachtmeister af Johannishus föddes 1865 på Tromtö i Förkärla församling. Han var son till landshövdingen Hans Wachtmeister af Johannishus och Ebba De Geer af Finspång. Wachtmeister blev elev vid Kungliga Sjökrigsskolan 30 september 1878 och tog officersexamen 20 oktober 1884. Han utnämndes till underlöjtnant vid flottan 24 oktober 1884, löjtnant 25 januari 1889 och kapten 1 april 1896. Wachtmeister blev 1898 ledamot av Örlogssällskapet och 1 oktober 1898 officer vid sjöinstrumentförrådet och sjökarteförrådet vid Karlskrona station. Han tjänstgjorde 1901–1909 i flottans stav och i lotsstyrelsen. Han utnämndes 1 december 1904 till riddare av Svärdsorden och blev 26 oktober 1906 kommendörkapten av andra graden. Wachtmeister av 1906–1916 ledamot av Röda korsets överstyrelse och utnämndes 8 augusti 1908 till riddare av tredje klassen av Röda örns orden och 1908 officer av Franska Hederslegionen.
Wachtmeister blev 1908 ledamot av Kungliga Krigsvetenskapsakademien och var 1909–1914 chef för Kungliga Sjökrigsskolan. Han var även 1909–1915 chef på pansarkryssaren Fylgia under kadettexpeditionerna till främmande farvatten. Wachtmeister utnämndes 10 juli 1910 till kommendör av andra graden av Dannebrogorden och blev 17 februari 1911 kommendörkapten av första graden. Han utnämndes 1911 till riddare av Svarta stjärnorde, 1912 kommendör av Leopoldsorden och 1912 riddare av andra klassen av Sankt Annas orden.
Han blev åter från 1 oktober 1914 till 15 maj 1915 chef för Kungliga Sjökrigsskolan och utnämndes 1914 till första klass av Tunisiska orden Nichan-Iftikhar. Wachtmeister var 1915–1918 stabschef i inspektörens av flottans övningar till sjöss stab, 30 juni 1916 kommendör i flottan och 15 december 1916 kommendör vid flottan. Han utnämndes 6 juni 1917 till riddare av Nordstjärneorden och var från 19 april 1918 till 30 september 1919 inspektör för undervattensbåtvapnet. Wachtmeister utnämndes 6 juni 1919 till kommendör av andra klass av Svärdsorden och blev 20 mars 1919 konteramiral vid flottan. Från 30 september 1919 till 27 mars 1923 var han högste befälhavare över Kustflottan och utnämndes 1919 till hedersledamot i Kungliga Örlogsmannasällskapet, 6 juni 1920 kommendör av första klass av Svärdsorden, 1920 storofficer med svärd av Oranien-Nassauorden och 13 maj 1920 kommendör av första klassen av Sankt Olavs orden.
Wachtmeister var 1921 adjungerad delegerad vid konferensen i Genève angående Ålandsöarnas neutralisering och utnämndes 1922 till kommendör av Hederslegionen. Han var 28 februari 1923 stationsbefälhavare vid flottans station i Stockholm och 9 mars 1923 militärledamot i Högsta domstolen. Wachtmeister utnämndes 1923 till storofficer av Sankt Mauritius- och Lazarusorden. Han blev 23 oktober 1925 till viceamiral i flottan. Wachtmeister avled 1925 i Stockholm. Han gravsattes på Galärvarvskyrkogården i Stockholm.

### Övrigt
Sjökommenderingar bland annat som fartygschef på briggen Skirner (1891), sekond på chefsfartyget Drott (1902) och chef för pansarbåten Thule (1904). Viktigare befattningar i övrigt som flaggkapten i Kustflottan (1917). Ordförande för Sjöofficerssällskapet i Stockholm 1920-1925. Wachtmeister tilldelades även Guldmedalj för berömliga gärningar, kommendör av första graden av Dannebrogorden, kommendörstecknet av I klass av Finlands Vita Ros’ orden och Victoriaorden.

### Familj
Wachtmeister gifte sig 10 januari 1889 i Karlskrona med friherrinnan Helja Sofia von Otter (1868–1923), dotter till vice amiralen friherre Fredrik von Otter och Matilda Dahlström. De fick tillsammans barnen sjöofficeren Alarik Wachtmeister (1890–1953), Ebba Wachtmeister (född 1892) som var gift med kaptenen Conrad Uggla och Maud Elsa Margareta Wachtmeister (född 1908) som var gift med löjtnanten Fritz Samuel von Hofsten.

## Utmärkelser

### Svenska utmärkelser
- Kommendör av första klass av Svärdsorden, 6 juni 1920.[12]
- Kommendör av andra klass av Svärdsorden, 6 juni 1919.[12]
- Riddare av Svärdsorden, 1 december 1904.[12]
- Riddare av Nordstjärneorden, 6 juni 1917.[12]

### Utländska utmärkelser
- Kommendör av Belgiska Leopoldsorden, 1912.[12]
- Kommendör av första graden av Danska Dannebrogorden, senast 1925.[13]
- Kommendör av andra graden av Danska Dannebrogorden, 10 juli 1910.[12]
- Kommendör av första klassen av Finlands Vita Ros’ orden, senast 1925.[13]
- Kommendör av Franska Hederslegionen, 1922.[12]
- Officer av Franska Hederslegionen, 1908.[12]
- Riddare av Franska Svarta stjärnorden, 1911.[12]
- Storofficer av Italienska Sankt Mauritius- och Lazarusorden, 1923.[12]
- Storofficer med svärd av Nederländska Oranien-Nassauorden, 1920.[12]
- Kommendör av första klassen av Norska Sankt Olavs orden, 1920.[12]
- Riddare av tredje klassen av Preussiska Röda örns orden, 8 augusti 1908.[12]
- Riddare av andra klassen av Ryska Sankt Annas orden, 1912.[12]
- Första klass av Tunisiska orden Nichan-Iftikhar, 1914.[12]